# Anabate strié
Thripadectes holostictus
Espèce
Synonymes
- Automolus holostictus Sclater & Salvin, 1876

Statut de conservation UICN

 LC  : Préoccupation mineure
L’Anabate strié (Thripadectes holostictus) est une espèce d'oiseaux de la famille des Furnariidae. Son aire s'étend sur la moitié nord des Andes.

## Systématique
L'espèce Thripadectes holostictus a été décrite pour la première fois en 1876 par les ornithologues britanniques Philip Lutley Sclater (1829-1913) et Osbert Salvin (1835-1898) sous le protonyme Automolus holostictus.

## Liste des sous-espèces
Selon la classification de référence du Congrès ornithologique international (version 12.1, 2022) :
- sous-espèce Thripadectes holostictus striatidorsus (Berlepsch & Taczanowski, 1884)
- sous-espèce Thripadectes holostictus holostictus (Sclater, PL & Salvin, 1876)
- sous-espèce Thripadectes holostictus moderatus Zimmer, JT, 1935

## Publication originale
- (en) P. L. Sclater et Osbert Salvin, « Description of two new Species of Birds from the State of Antioquia, U. S. C. », Proceedings of the Zoological Society of London, Londres, ZSL, vol. 1875,‎ 9 juillet 1975, p. 541-542 (ISSN 0370-2774, OCLC 1779524, BNF 32843178, lire en ligne).